# カム・テイスト・ザ・バンド
『カム・テイスト・ザ・バンド』（Come Taste the Band）は、イングランド出身のロック・バンド、ディープ・パープルが1975年に発表した10枚目のスタジオ・アルバムである。
初のアメリカ人メンバーでリッチー・ブラックモアの後任ギタリストとして加入したトミー・ボーリンを擁した第4期ディープ・パープルの唯一のアルバム。1984年に第2期のメンバーが結集して『パーフェクト・ストレンジャーズ』を発表するまで、ディープ・パープルの最後のスタジオ・アルバムだった。

## 背景
1974年11月に前作『嵐の使者』リリース後、ブラックモアはディープ・パープルの音楽にデイヴィッド・カヴァデールとグレン・ヒューズが持ち込むソウル・ミュージックやファンキー・ミュージックの要素が増えたことに不満を抱いて、1975年4月7日のパリ公演を最後に脱退した。多くのファンやメディアは、音楽上の主導権を握っていたブラックモアがいないディープ・パープルなど考えられず、彼を失って解散せざるを得ないだろうと予想した。
カヴァデールはジョン・ロードにディープ・パープルを継続させるように頼み、ボーリンを後任ギタリストに推薦した。同年11月にリリースされた本作は、ディープ・パープルと長年の協力者であるマーティン・バーチの共同制作と録音による作品である。
本作の内容は、第3期ディープ・パープルが制作した前作『嵐の使者』と前々作『紫の炎』よりも商業的である。ヒューズと同じくソウルとファンク、さらにジャズの影響を受けたボーリンの音楽的志向が全面的に反映され、伝統的なハードロックを志向しながらもソウルとファンクの要素がより強調された作品になった。新メンバーに創造の自由が与えられたことは、ブラックモア在籍時には起こり得ないことだった。

## 録音
アルバムのリハーサルは当初、本作の録音エンジニアであったロバート・サイモンのパイレート・サウンド・スタジオで録音された。しかし、スケジュールについて意見が合わなかったので、彼等はミュンヘンにあるムジークランド・スタジオに移って1975年8月に録音を行なった。
ヒューズとロードによると、本作の収録曲のほとんどはロサンゼルスで作曲されてミュンヘンで録音されたが、「カミン・ホーム」はミュンヘンにて作曲された。ヒューズは当時コカイン中毒の上に肝炎を患い、その治療を受けるために録音が完了する前にイングランドに戻った。そのため彼は「カミン・ホーム」の録音とアルバム･ジャケット撮影には参加していない。

## リリースと反響
| 専門評論家によるレビュー | 専門評論家によるレビュー |
| レビュー・スコア         | レビュー・スコア         |
| 出典                     | 評価                     |
| ------------------------ | ------------------------ |
| Allmusic                 | [ 6 ]                    |
| Rolling Stone            | (favourable)             |
| Sputnik Music            | [ 8 ]                    |

本作はディープ・パープルの作品の中でも評価の低いアルバムのひとつであったが、UKチャートで19位、USチャートでは43位を記録したように売れ行きはそれほど悪くはなかった。英国では6万枚売れ、BPIによって1975年11月1日にシルバーディスク認定された。
後述するように、本作のツアーが1976年3月に終わった後、ディープ・パープルは解散した。ボーリンは同年12月にヘロインの過剰摂取で死亡する。近年では彼が本作に果たした役割の重要性が称えられて再評価を受けている一方、1973年にディープ・パープルを去ったイアン・ギランは「このアルバムは真のディープ・パープルの作品ではない」と語っている。

### 再リリース
1990年、メタル・ブレイド・レコーズにより、本作はリマスターを施されて再リリースされ、ワーナー・ブラザースより販売された。更に、Friday Musicレーベルにより2007年7月31日に『メイド・イン・ヨーロッパ』『嵐の使者』とともに、再々リリースされた。
Friday Musicのウェブサイトは、アルバムをデジタル・リマスタリングしたと主張するが、どのテープが音源として使用されたかは不明である。EMIはこのアルバムのマスターテープは行方不明であると何年も言い続けているので、オリジナル音源が使用されたとは考えられない。
2009年12月ディープ・パープル鑑賞会 (Deep Purple Appreciation Society, DPAS) は、オリジナル・マルチトラック・マスターが最近発見され、ボーナストラックを含む正式なリマスター・バージョン（グレン・ヒューズとケヴィン・シャーリーのリミックスを含む) が、2010年にリリースされると発表した。

### 35周年記念版
2010年10月25日にリリースされた2-CDデラックス版35周年記念版はリマスターされたオリジナル・アルバムに加え、1枚目のディスクに「You Keep on Moving」の貴重なUSシングル版を、2枚目のディスクにフルアルバムのリミックスと1975年版から除かれた3分の曲「Same in LA」とボーリンとイアン・ペイスの5分間のインストゥルメンタル・ジャム「Bolin/Paice Jam」という2曲の未発表曲を収録している。

## ツアーから解散まで
本作をプロモートするツアーは、1975年11月から1976年3月まで行なわれた。1975年は11月8日のホノルル公演を皮切りに、11月13日から12月1日までニュージーランドとオーストラリア、12月8日から15日まで日本で公演することが予定されていたが、後日、オーストラリア公演と日本公演の間にインドネシアのジャカルタでコンサートを行なうことが決定した。
ドキュメンタリー・ビデオ『Getting Tighter: The Story of MkIV』（2010年）には、ジャカルタ公演での出来事がロードとヒューズによって詳しく紹介されている。インドネシアのプロモーターとの間に交わされた契約は、12月4日に10,000人程度の規模のコンサートを行なうというものだった。しかしツアー・マネージャーのロブ・クックジー（Rob Cooksey）が先発隊としてジャカルタに到着した時には、コンサートは4日と5日に50,000人収容できるスナヤン・メイン・スタジアムに計125,000人を集めて行なわれることになっていた。
4日のコンサートは何故かインドネシア軍が物々しく警備にあたる中で行なわれた。一方クックジーは契約になかった5日のコンサートについて、プロモーターと話し合った。ところが4日の深夜にローディーのパッツィー・コリンズ（Patsy Collins）が滞在先のホテルで不審な転落死を遂げ、翌5日の朝にヒューズとクックジーを含む4名が逮捕された。にも拘らず彼等は同日のコンサートを行なうことを強要され、ヒューズは仮出所して銃口を向けられながらコンサートに出演。軍が聴衆を威嚇する中で、彼等は8曲だけ演奏して40分程度で早々にコンサートを終え、ヒューズは終演後に速やかに刑務所へと戻された。翌6日、ヒューズとクックジーらが出所し、死亡したコリンズ以外の全員が揃って出国できたが、ヒューズ達が起訴されたまま出国するためという理由で2日間のコンサートのチケットの売上金は殆ど支払われなかった。さらに彼等が空港に行くと、自家用機のタイヤがパンクしているのでタイヤを交換するための機材の使用料を請求され、しかも人手の提供を一切拒否された。クックジーは全ての支払い請求に応じぜざるを得なかった。副操縦士と数人のツアー・クルーがタイヤを交換した後、彼等は次の公演地である日本に向かった。
日本公演は12月8日から15日まで、名古屋、大阪、福岡、東京で行なわれた。ボーリンはジャカルタで指を負傷して、プロモーターに痛み止めのモルヒネと称されたヘロインを与えられていた。彼は、ヘロインを摂取して左腕を下にして8時間も眠っていた結果、ギターを満足に弾けない状態に陥ってしまい、本来の実力が発揮できなかった。彼はスライド（ボトルネック）奏法を多用し、曲によっては「バレーコード」中心の運指による演奏を繰り返したため、ファンから酷評されてしまった。ヒューズによると、最終日の15日に武道館で開かれた東京公演では、ロードがオルガンやキーボードでギター・パートの多くを演奏しなければならなかった。ロードやイアン・ペイスはインタビューで「武道館での公演でトミーはエコー･プレックスを使ってごまかしながらギターが弾いていたね」とコメントした。
翌1976年、彼等は1月14日から3月4日までアメリカ・ツアー、3月11日から15日までイングランド・ツアーを行なった。イングランド・ツアー最終日の15日にリヴァプール・エンパイア・シアターで行なわれたコンサートの後、ロードとペイスは楽屋で話し合ってディープ・パープルの解散を決めた。

## 収録曲

### オリジナルLP
| #  | タイトル                                                 | 作詞 | 作曲・編曲 | 時間 |
| -- | -------------------------------------------------------- | ---- | ---------- | ---- |
| 1. | 「Comin' Home」(Tommy Bolin, David Coverdale, Ian Paice) |      |            | 3:55 |
| 2. | 「Lady Luck」(Jeff Cook, Coverdale)                      |      |            | 2:48 |
| 3. | 「Gettin' Tighter」(Bolin, Glenn Hughes)                 |      |            | 3:37 |
| 4. | 「Dealer」(Bolin, Coverdale)                             |      |            | 3:50 |
| 5. | 「I Need Love」(Bolin, Coverdale)                        |      |            | 4:23 |

| #  | タイトル                                                       | 作詞 | 作曲・編曲 | 時間 |
| -- | -------------------------------------------------------------- | ---- | ---------- | ---- |
| 6. | 「Drifter」(Bolin, Coverdale)                                  |      |            | 4:02 |
| 7. | 「Love Child」(Bolin, Coverdale)                               |      |            | 3:08 |
| 8. | 「This Time Around" / "Owed to 'G'」(Hughes, Jon Lord / Bolin) |      |            | 6:10 |
| 9. | 「You Keep on Moving」(Coverdale, Hughes)                      |      |            | 5:19 |

### 35周年記念版2CD
| #   | タイトル                                          | 作詞 | 作曲・編曲 | 時間 |
| --- | ------------------------------------------------- | ---- | ---------- | ---- |
| 1.  | 「Comin' Home」                                   |      |            | 3:54 |
| 2.  | 「Lady Luck」                                     |      |            | 2:48 |
| 3.  | 「Gettin' Tighter」                               |      |            | 3:36 |
| 4.  | 「Dealer」                                        |      |            | 3:53 |
| 5.  | 「I Need Love」                                   |      |            | 4:24 |
| 6.  | 「Drifter」                                       |      |            | 4:05 |
| 7.  | 「Love Child」                                    |      |            | 3:07 |
| 8.  | 「This Time Around/Owed to 'G'」                  |      |            | 6:13 |
| 9.  | 「You Keep on Moving」                            |      |            | 5:22 |
| 10. | 「You Keep on Moving (Single Edit)」(Bonus track) |      |            | 4:32 |

| #   | タイトル               | 作詞 | 作曲・編曲 | 時間 |
| --- | ---------------------- | ---- | ---------- | ---- |
| 1.  | 「Comin' Home」        |      |            | 4:08 |
| 2.  | 「Lady Luck」          |      |            | 2:46 |
| 3.  | 「Gettin' Tighter」    |      |            | 4:23 |
| 4.  | 「Dealer」             |      |            | 3:55 |
| 5.  | 「I Need Love」        |      |            | 5:16 |
| 6.  | 「You Keep on Moving」 |      |            | 5:18 |
| 7.  | 「Love Child」         |      |            | 3:05 |
| 8.  | 「This Time Around」   |      |            | 3:24 |
| 9.  | 「Owed to 'G'」        |      |            | 2:56 |
| 10. | 「Drifter」            |      |            | 3:59 |

| #   | タイトル                                       | 作詞 | 作曲・編曲 | 時間 |
| --- | ---------------------------------------------- | ---- | ---------- | ---- |
| 11. | 「Same in LA」(Coverdale, Hughes, Paice, Lord) |      |            | 3:19 |
| 12. | 「Bolin/Paice Jam」(Bolin, Paice)              |      |            | 5:47 |

## メンバー
ディープ・パープル
- トミー・ボーリン - ギター、ボーカル (「Comin' Home」でバック・ボーカル、「Dealer」でボーカル)、ベース（「Comin' Home」）
- デイヴィッド・カヴァデール - ボーカル
- グレン・ヒューズ - ベース、ボーカル (「Gettin' Tighter」「This Time Around」でリード・ボーカル、「You Keep On Moving」のコ・リード・ボーカル)
- ジョン・ロード - ハモンドオルガン、キーボード
- イアン・ペイス - ドラム

その他
- プロデュース : マーティン・バーチ、ディープ・パープル
- 最終ミックス : マーティン・バーチ、イアン・ペイス
- 録音エンジニア : マーティン・バーチ
- カバー写真 : ピーター・ウィリアムズ
- リマスター : デイヴ・シュルツ、ビル・イングロット ※ロサンゼルス、Digiprepにて
- 2010リミックス : ケヴィン・シャーリー ※リミックス場所はザ・ケイヴ (カリフォルニア州マリブ)
- マスター : ボブ・ラドウィグ

## ランキング
| 年   | チャート                        | 順位 |
| ---- | ------------------------------- | ---- |
| 1975 | ノルウェーのレコード·チャート   | 6    |
| 1975 | ニュージーランドのチャート      | 6    |
| 1975 | オランダのアルバムチャート      | 12   |
| 1975 | スウェーデンのアルバム·チャート | 16   |
| 1975 | イギリスのアルバム·チャート     | 19   |
| 1975 | ドイツのアルバムチャート        | 29   |
| 1976 | ビルボードアルバムチャート      | 43   |

| 国/地域                                             | 認定   | 認定/売上数 |
| --------------------------------------------------- | ------ | ----------- |
| アルゼンチン (CAPIF)                                | Gold   | 30,000^     |
| イギリス (BPI)                                      | Silver | 60,000^     |
| * 認定のみに基づく売上数 ^ 認定のみに基づく出荷枚数 |        |             |